# Khentkaus II
Đối với vương hậu cùng tên, xem Khentkaus I và Khentkaus III
Khentkaus II là một vương hậu thuộc Vương triều thứ 5 trong lịch sử Ai Cập cổ đại.

## Tiểu sử

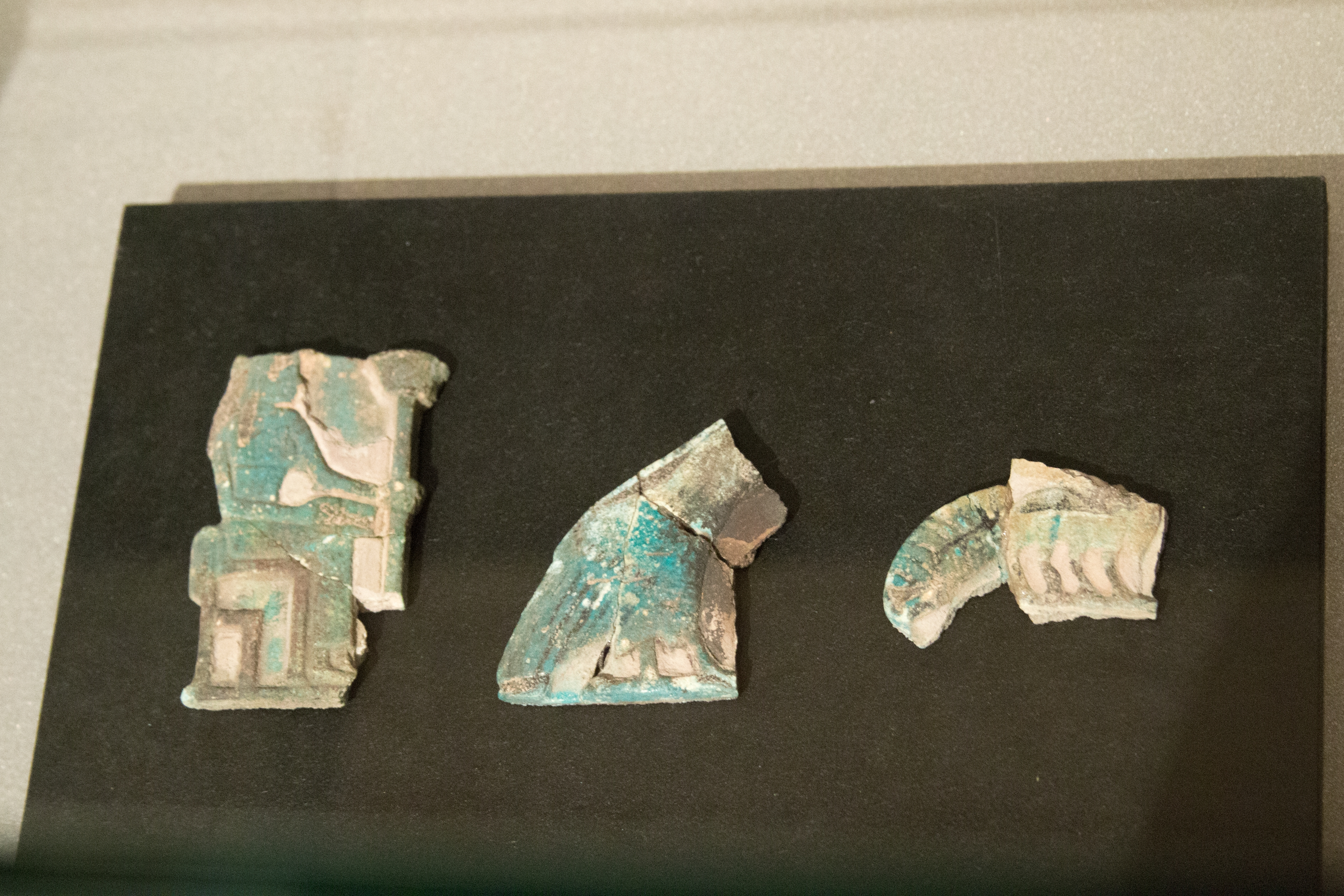
Những mảnh phù điêu trong khu phức hợp của Khentkaus I

Khentkaus II là người vợ duy nhất được biết tên của Neferirkare Kakai. Bà là mẹ đẻ của 2 vị vua kế nhiệm sau đó, Neferefre và Nyuserre Ini. Không rõ cha mẹ của Khentkaus II. Khentkaus II có một khu phức hợp chôn cất nằm bên cạnh khu phức hợp của chồng bà, Kim tự tháp Neferirkare. Công chúa Reputnebty và hoàng tử Khentykauhor, con của Nyuserre, cũng được nhắc đến trên mộ của Khentkaus.
Một vương hậu của Vương triều thứ 4 cũng mang cùng tên với bà, Khentkaus I. Trái ngược với Khentkaus II, thân phận cũng như gia đình của Khentkaus I vẫn chưa thể xác định được. Một điều trùng hợp giữa hai vị vương hậu cùng tên này là danh hiệu "Mẹ của hai vị vua Thượng và Hạ Ai Cập", nhưng rõ ràng, Khentkaus II là mẹ của hai vị vua thực sự. Một số danh hiệu khác của Khentkaus II: "Vợ của Vua, được ngài sủng ái", "Con gái của Thần", "Người nhìn thấy Horus và Seth",...

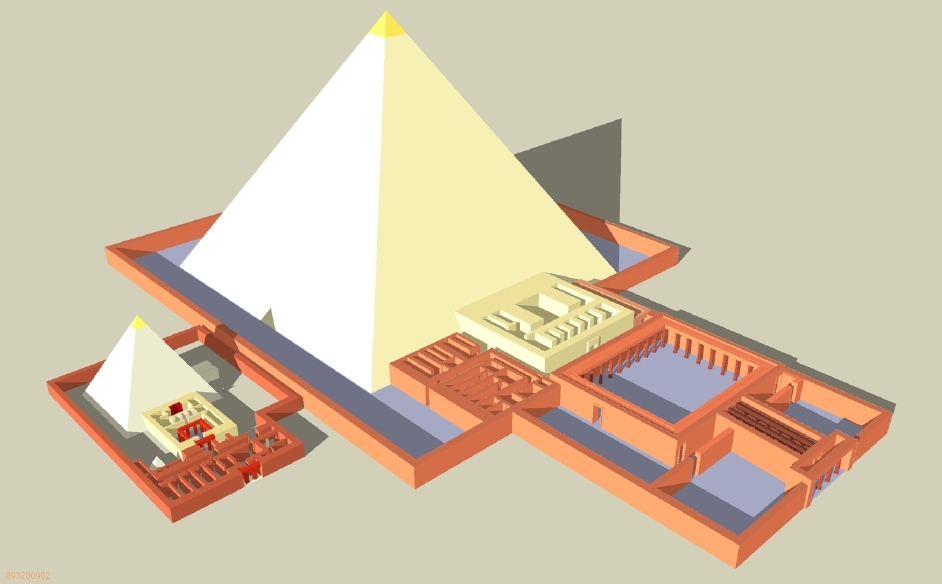
Phức hợp kim tự tháp (nhỏ hơn) của Khentkaus II, bên cạnh là phức hợp của chồng bà

Khentkaus II cũng được đề cập đến trong Cuộn giấy cói Abusir.